# Lymantria serva
Lymantria serva este o specie de molii din genul Lymantria, familia Lymantriidae, descrisă de Fabricius 1793 Conform Catalogue of Life specia Lymantria serva nu are subspecii cunoscute.

## Galerie

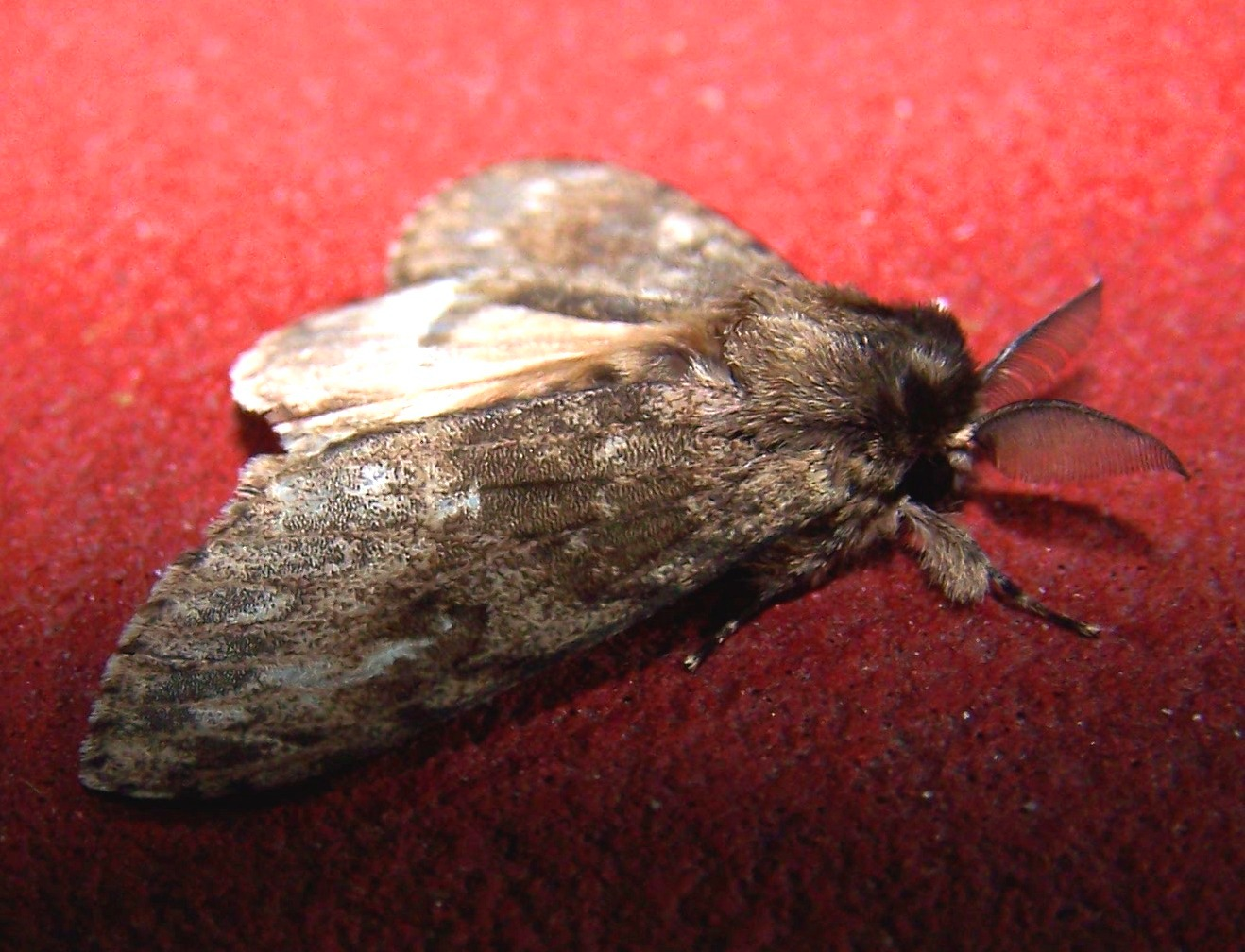